# Prentice (Wisconsin)
Prentice ist eine Gemeinde (mit dem Status „Village“) im Price County im US-amerikanischen Bundesstaat Wisconsin. Im Jahr 2010 hatte Prentice 660 Einwohner.

## Geografie
Prentice liegt im mittleren Norden Wisconsins beiderseits des südlichen Quellflusses des Jump River, der über den Chippewa River zum Stromgebiet des Mississippi gehört.
Die geografischen Koordinaten von Prentice sind 45°32′46″ nördlicher Breite und 90°17′12″ westlicher Länge. Das Gemeindegebiet erstreckt sich über eine Fläche von 5,23 km² und wird fast vollständig von der Town of Prentice umgeben, ohne dieser anzugehören.
Nachbarorte von Prentice sind Worcester (6,7 km nördlich), Brantwood (15,7 km östlich), Ogema (14 km südlich), Catawba (20 km westlich) und Phillips (22 km nordnordwestlich).
Die nächstgelegenen größeren Städte sind Eau Claire (170 km südwestlich), Rochester in Minnesota (315 km in der gleichen Richtung), die Twin Cities (Minneapolis und Saint Paul) in Minnesota (265 km westsüdwestlich), Duluth am Oberen See in Minnesota (247 km nordwestlich), Wausau (118 km südöstlich), Green Bay am Michigansee (268 km in der gleichen Richtung) und Wisconsins Hauptstadt Madison (343 km südsüdöstlich).

## Verkehr
Im Norden wird das Gemeindegebiet vom in West-Ost-Richtung verlaufenden U.S. Highway 8 begrenzt. An der nordwestlichen Gemeindegrenze kreuzt der von Nord nach Süd führende Wisconsin State Highway 13. Alle weiteren Straßen sind untergeordnete Landstraßen, teils unbefestigte Fahrwege sowie innerörtliche Verbindungsstraßen.
In Prentice kreuzen zwei Eisenbahnlinien für den Frachtverkehr der Canadian National Railway (CN).
Im Osten des Gemeindegebiets befindet sich mit dem Prentice Airport ein kleiner Flugplatz. Der nächstgelegene Regionalflughafen ist der Rhinelander–Oneida County Airport (72,3 km östlich). Der nächste Großflughafen ist der Minneapolis-Saint Paul International Airport (280 km westsüdwestlich).

## Bevölkerung
Nach der Volkszählung im Jahr 2010 lebten in Prentice 660 Menschen in 293 Haushalten. Die Bevölkerungsdichte betrug 126,2 Einwohner pro Quadratkilometer. In den 293 Haushalten lebten statistisch je 2,25 Personen.
Ethnisch betrachtet setzte sich die Bevölkerung zusammen aus 97,1 Prozent Weißen, 0,9 Prozent Afroamerikanern sowie 0,9 Prozent amerikanischen Ureinwohnern; 1,1 Prozent stammten von zwei oder mehr Ethnien ab. Unabhängig von der ethnischen Zugehörigkeit waren 1,1 Prozent der Bevölkerung spanischer oder lateinamerikanischer Abstammung.
25,6 Prozent der Bevölkerung waren unter 18 Jahre alt, 57,6 Prozent waren zwischen 18 und 64 und 16,8 Prozent waren 65 Jahre oder älter. 54,2 Prozent der Bevölkerung waren weiblich.
Das mittlere jährliche Einkommen eines Haushalts lag bei 32.188 USD. Das Pro-Kopf-Einkommen betrug 18.326 USD. 19,6 Prozent der Einwohner lebten unterhalb der Armutsgrenze.

## Bekannte Bewohner
- Donal Hord (1902–1966) – Bildhauer
- E. Richard Johnson (1938–1997) – Schriftsteller – geboren und aufgewachsen in Prentice
- Dennis Morgan (1908–1994) – Sänger und Filmschauspieler – geboren und aufgewachsen in Prentice